# Gertrud Gregor
Gertrud Gregor (n. 2 august 1927) este o scriitoare de limba germană, originară din Timișoara, România. Semnează și ca Gertrud Gregor-Chiriță .
A urmat facultatea de filologie, secția de limbi germanice
A fost căsătorită cu Constantin Chiriță, cu care a avut 3 copii: Victor, Diana și Adrian.

## Scrieri
- Der Fluss. Zwei Novellen (Râul. Două nuvele), Editura Pentru Literatură, București, 1966
- Gemäuer (Ziduri). Roman, Editura Pentru Literatură, București, 1966
- Laut- und Klanggestalt des Deutschen, Editura Didactică și Pedagogică, 1975
- Das Lautsystem des Deutschen und des Rumänischen, Editura Groos, Heidelberg, 1991, ISBN 3872766538 ; ISBN 9783872766533

## Scrieri traduse în limba română
- Sălcii. Rîul. - două nuvele, Editura Pentru Literatură, București, 1967.
- Ziduri, Editura Albatros, București, 1972